# Antitrombina
L'antitrombina (AT) és una petita glicoproteïna que inactiva diversos enzims del sistema de coagulació. És una proteïna de 464 aminoàcids produïda pel fetge. Conté tres enllaços disulfur i un total de quatre possibles llocs de glicosilació. L'α-antitrombina és la forma dominant d'antitrombina que es troba al plasma sanguini i té un oligosacàrid que ocupa cadascun dels seus quatre llocs de glicosilació. Un únic lloc de glicosilació roman constantment desocupat en la forma menor d'antitrombina, β-antitrombina. La seva activitat s'incrementa moltes vegades pel fàrmac anticoagulant heparina, que millora la unió de l'antitrombina al factor IIa (trombina) i al factor Xa.